# 蒂利冰原島峰
67°24′S 60°3′E / 67.400°S 60.050°E
蒂利冰原島峰（英語：Tilley Nunatak）是南極洲的冰原島峰，位於麥克羅伯特森地，處於霍布斯群島以南9公里，該冰原島峰在1936年2月由英國的探險隊發現，現時由南極條約體系管理。